# Mladoňovice

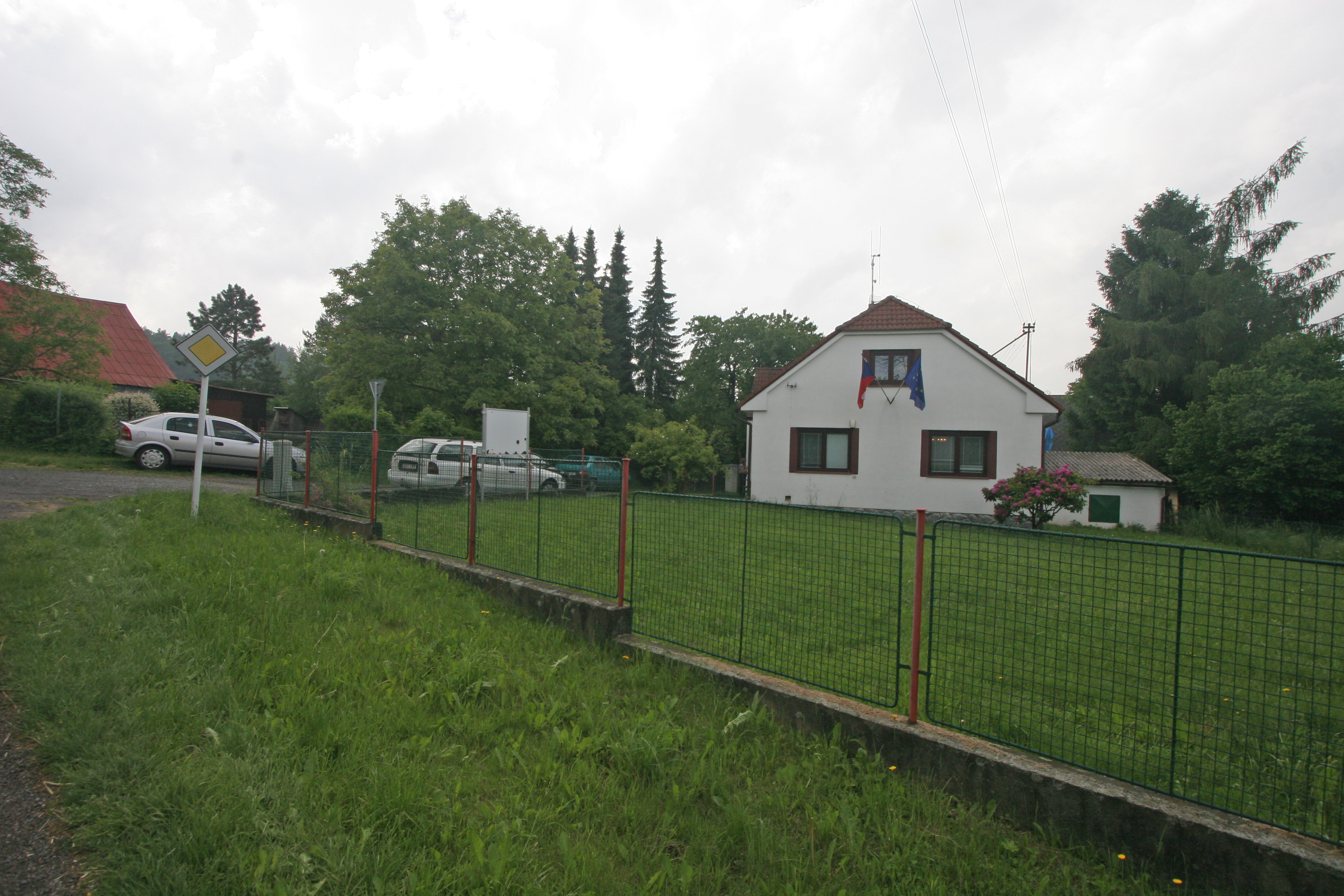
Gemeindeamt

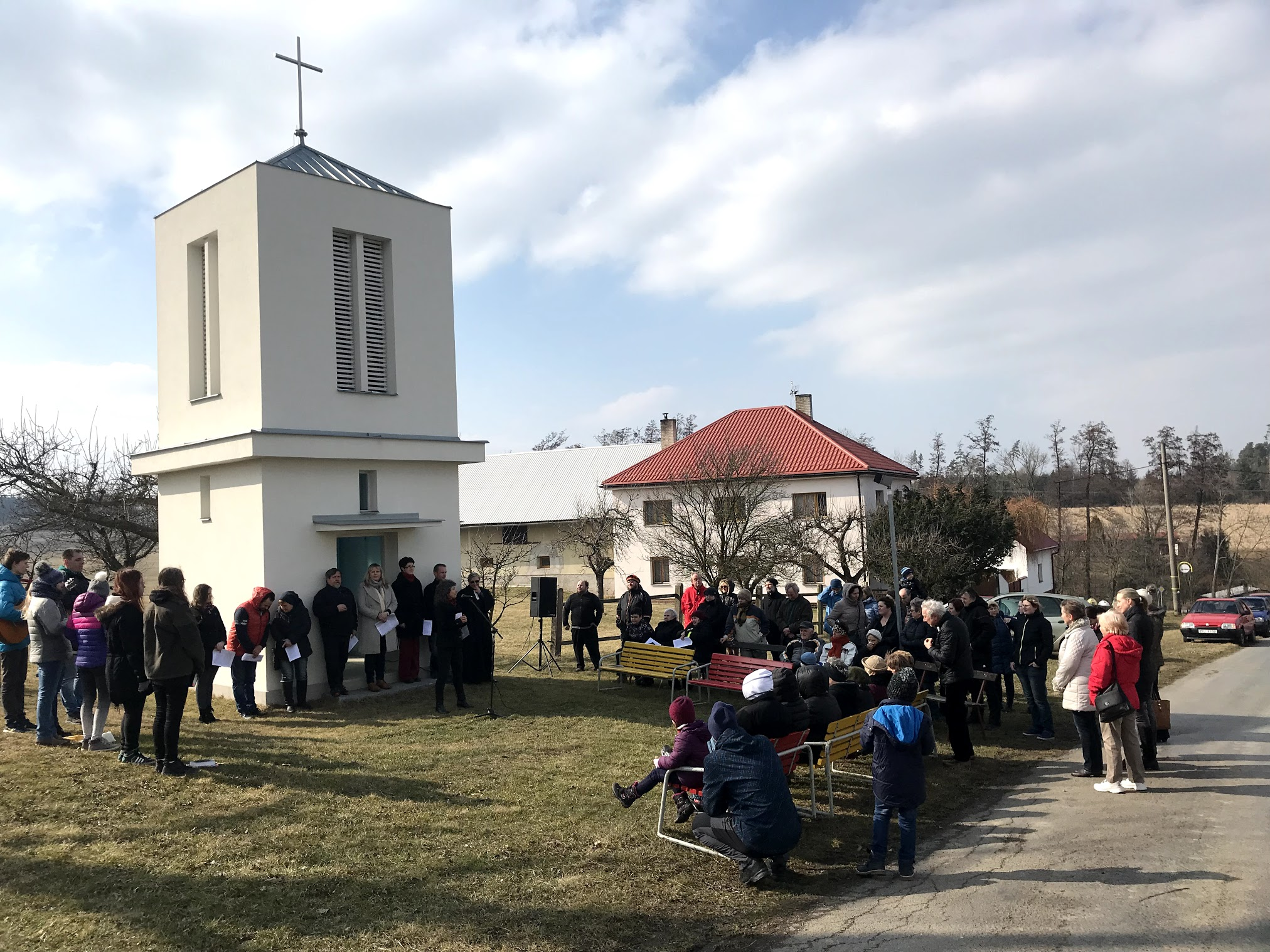
Kapelle in Deblov

Mladoňovice (deutsch Mladonowitz) ist eine Gemeinde in Tschechien. Sie liegt neun Kilometer südwestlich von Chrudim und gehört zum Okres Chrudim.

## Geographie
Mladoňovice befindet sich rechtsseitig des Baches Markovický potok im Eisengebirge (Železné hory). Nordöstlich erhebt sich die Na Chocholce (452 m n.m.), im Südwesten die Smrčina (544 m n.m.) und nordwestlich der Smrt (461 m n.m.).
Nachbarorte sind Pohled, Habrovka und Mýtka im Norden, Deblov und Smrkový Týnec im Nordosten, Lipina und Pohořalka im Osten, Licibořice und Liboměřice im Südosten, Petříkovice, Nové Lhotice und Dolanka im Süden, Rtenín, Žďárec u Seče und Kraskov im Südwesten, Nutice und Cítkov im Westen sowie Nerozhovice und Zbyhněvice im Nordwesten.

## Geschichte
Es wird angenommen, dass Herzog Vladislav I. den Grenzwald, in dem Mladoňovice lag, dem neu gegründeten Benediktinerkloster Wilmzell schenkte. Die erste schriftliche Erwähnung von Mladoňov erfolgte 1329, als der Abt Jaroslav und der Prior Všeslav den wüsten Bojanover Sprengel mit Ausnahme von Křižanovice an Heinrich von Lichtenburg zur Wiederbesiedlung überließen. Der Bojanover Sprengel kam damit unter die Verwaltung der Lichtenburg, zum Ende des 14. Jahrhunderts erwarb das Kloster das Gebiet zurück. Nachdem das Kloster 1421 von den Hussiten zerstört worden war, bemächtigte sich Jan Hervít von Rušinov auf Wichstein des Bojanover Sprengels. Später kam das Gebiet zur Burg Oheb; Markvart Špína von Jenišovice verkaufte es 1491 an Nikolaus Trčka von Lípa auf Lichtenburg. Wilhelm Trčka von Lípa veräußerte die Oheber Güter 1555 an die Brüder Albert und Wenzel Robenhaupt von Sucha. Bei der Güterteilung zwischen den Brüdern erhielt Wenzel Robenhaupt von Sucha 1564 die Güter der wüsten Burg Oheb und schlug den Bojanover Sprengel der Herrschaft Seč zu. 1628 verkaufte Johann Záruba von Hustířan die Herrschaft Seč mit Bojanov an den kaiserlichen Oberstleutnant Franz de Cuvier, der sie mit seiner Herrschaft Nassaberg vereinigte. In der berní rula von 1653 sind für Mladoňovice 5 Bauern aufgeführt. Nach dem Tod von Emanuel de Cuvier († 1663) fiel die Herrschaft Nassaberg mit Seč und Bojanov dessen Mutter, Rosina de Cuvier, geborene von Heiden zu, die in zweiter Ehe mit Nikolaus von Schönfeld verheiratet war. 1753 fiel die Herrschaft Nassaberg Johann Adam von Auersperg als Universalerben des mit Joseph Franz von Schönfeld († 1737) erloschenen Grafengeschlechts von Schönfeld zu. 
Im Jahre 1835 bestand das im Chrudimer Kreis gelegene Dorf Mladonowitz aus 12 Häusern, in denen 75 Personen lebten. Pfarrort war Litzibořitz. Bis zur Mitte des 19. Jahrhunderts blieb Mladonowitz der Herrschaft Nassaberg untertänig.
Nach der Aufhebung der Patrimonialherrschaften bildete Mladoňovice ab 1849 einen Ortsteil der Gemeinde Licibořice im Gerichtsbezirk Nassaberg. Ab 1868 gehörte das Dorf zum politischen Bezirk Chrudim. 1869 hatte Mladoňovice 90 Einwohner. Die Freiwillige Feuerwehr wurde um 1900 gegründet. Im Jahre 1900 lebten in dem Dorf 86 Personen, 1910 waren es 72. Im Jahre 1910 wurde die Aufteilung der Gemeinde Licibořice in die vier Gemeinden Licibořice, Deblov, Křižanovice und Liboměřice genehmigt; Mladoňovice wurde zum Ortsteil von Deblov. 1960 entstand aus den Ortsteilen der Gemeinden Deblov (Deblov, Lipina, Mladoňovice, Mýtka, Petříkovice, Rtenín) und Teilen der Gemeinde Čejkovice (Čejkovice, Pohled) die neue Gemeinde Mladoňovice.

## Gemeindegliederung
Die Gemeinde Mladoňovice besteht aus den Ortsteilen Čejkovice (Tschejkowitz), Deblov (Deblau), Lipina, Mladoňovice (Mladonowitz), Mýtka (Mejtka), Petříkovice (Petrikowitz, 1939–45 Petersdorf), Pohled (Pochled) und Rtenín (Wertein, auch Rtein). Zu Mladoňovice gehören zudem die Wohnplätze Habrovka (Habrota) und Koda. Grundsiedlungseinheiten sind Čejkovice, Deblov, Mladoňovice, Mýtka, Petříkovice, Pohled und Rtenín.
Das Gemeindegebiet gliedert sich in die Katastralbezirke Čejkovice u Mladoňovic, Deblov, Petříkovice u Mladoňovic und Pohled u Mladoňovic.

## Sehenswürdigkeiten
- Schutzengelkapelle in Deblov, sie entstand 2014–2016 durch Umbau einer ehemaligen Trafostation und wurde am 2. Oktober 2016 geweiht[7]
- Hölzerner Glockenbaum in Čejkovice
- Steinernes Kreuz auf dem Dorfplatz von Mladoňovice